# Río de la Laja
Il Río de la Laja è un fiume del Cile, lungo il quale si trova la cascata nota come Salto del Laja. Il fiume si trova nella regione del Bío Bío. La sorgente del fiume è la Laguna de la Laja nelle Ande, poi il corso d'acqua scorre verso ovest, attraverso la Valle Centrale e confluisce nel fiume Bío Bío, diventandone un importante affluente.

## Centrali idroelettriche
Vi sono tre centrali idroelettriche situate allo sbocco del Lago Laja, inclusa la Centrale idroelettrica El Toro, da 400 MW, costruita nel 1973, e la Centrale idroelettrica Antuco, da 300 MW, costruita nel 1981.

## Irrigazione
Oltre il lago e le centrali, e prima del Salto del Laja, vi sono 70.000 ettari di terreno irrigato.

## Il progetto di deviazione

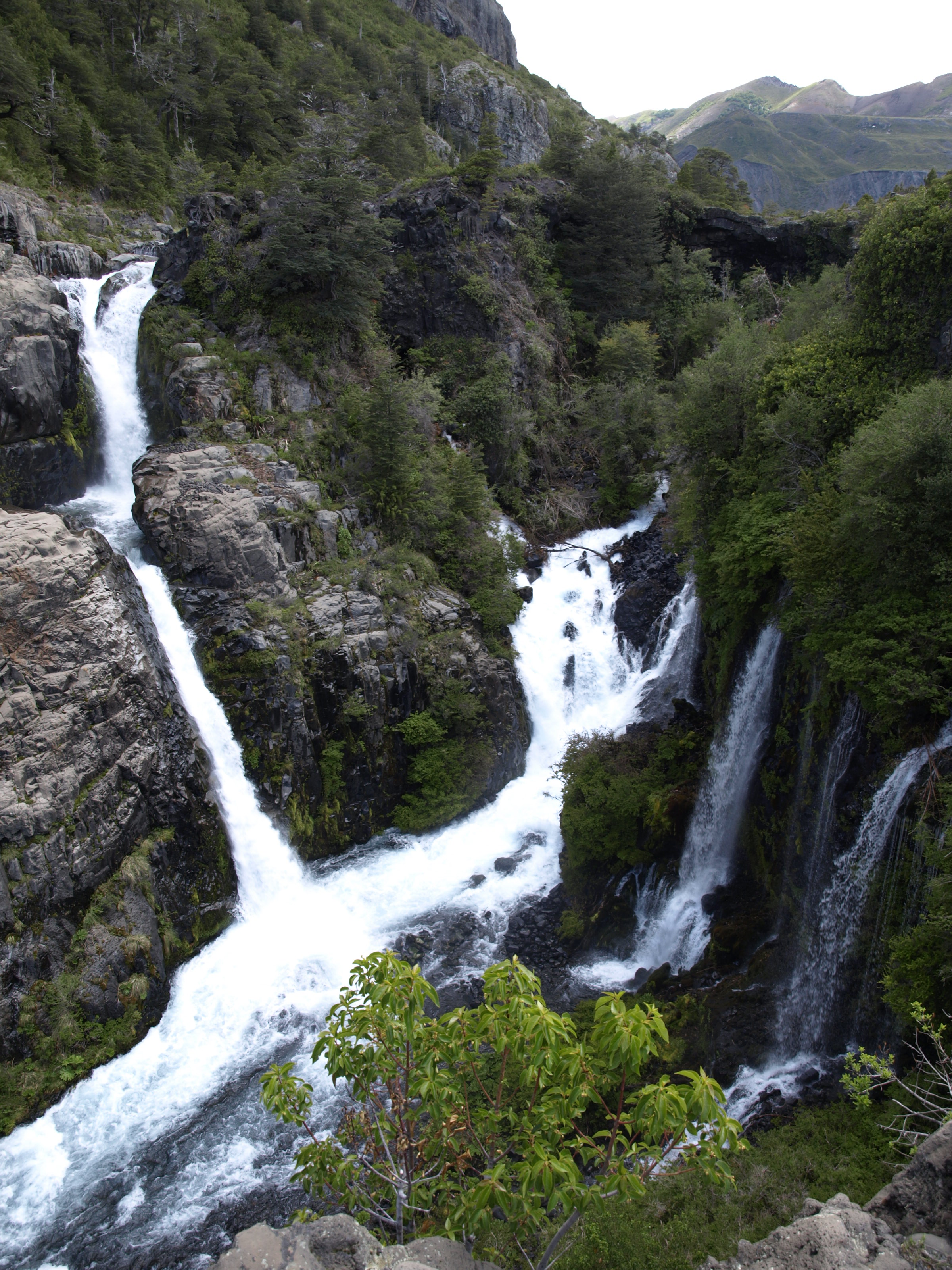
Il Salto Las Chilcas.

Nel 1984, alcune compagnie private progettarono di deviare il Rio De La Laja verso un altro fiume più a nord per creare lì nuove centrali idroelettriche. I critici di questo progetto sostennero che questa deviazione avrebbe privato di acqua il Salto del Laja, e avrebbe incrementato l'inquinamento del Fiume Bío Bío, perché il Laja diluiva la concentrazione di agenti inquinanti proveniente dalla parte superiore del fiume. Sebbene la Corte Suprema avesse rigettato un'istanza di legge che impediva tale deviazione, il progetto fu considerato troppo controverso dal punto di vista politico, e fu infine abbandonato.